# Schizochirus
Schizochirus is een monotypisch geslacht van straalvinnige vissen uit de familie van de zandduikers (Creediidae).

## Soort
- Schizochirus insolens Waite, 1904